# Reginald R. Belknap
Contra-almirante Reginald Rowan Belknap (26 de junho de 1871 - 30 de março de 1959) foi um oficial da Marinha dos Estados Unidos. Ele serviu na Guerra Hispano-Americana, Levante dos Boxers, Guerra Filipino-Americana e Primeira Guerra Mundial. Ele ganhou sua distinção em 1909 pela assistência que ele deu à Itália após o terremoto e tsunami de Messina em 1908, por seu trabalho no comando da primeira campanha de mineração ofensiva da história da marinha americana e pelo assentamento da Barragem da Mina do Mar do Norte em 1918. Ele também foi autor de publicações, inventor, membro de muitas organizações profissionais e sociais e um membro ativo da Igreja Episcopal, desempenhou um papel na seleção de Amelia Earhart como a primeira pilota mulher a fazer um voo solo pelo Oceano Atlântico.

## Início da vida
Belknap nasceu em 26 de junho de 1871 em Malden, Massachusetts, filho do comandante da marinha dos EUA (posteriormente contra-almirante) George E. Belknap com a Frances Georgiana Prescott.